# 2407 Haug
2407 Haug è un asteroide della fascia principale. Scoperto nel 1973, presenta un'orbita caratterizzata da un semiasse maggiore pari a 2,9224029 UA e da un'eccentricità di 0,2211770, inclinata di 2,47640° rispetto all'eclittica.